# Henriville
Henriville (Duits: Herrchweiler) is een gemeente in het Franse departement Moselle (regio Grand Est) en telt 744 inwoners (2004). De plaats maakt deel uit van het arrondissement Forbach-Boulay-Moselle.

## Geografie
De oppervlakte van Henriville bedraagt 3,9 km², de bevolkingsdichtheid is 190,8 inwoners per km².
De onderstaande kaart toont de ligging van Henriville met de belangrijkste infrastructuur en aangrenzende gemeenten.

## Demografie
Onderstaande figuur toont het verloop van het inwonertal (bron: INSEE-tellingen).